# NGC 7408
NGC 7408 este o galaxie situată în constelația Tucanul. A fost descoperită în 1 noiembrie 1834 de către John Herschel. Se află la o distanță de 48,65 de megaparseci de Pământ.